# Lepidagathis macrochila
Lepidagathis macrochila är en akantusväxtart som beskrevs av Gustav Lindau. Lepidagathis macrochila ingår i släktet Lepidagathis och familjen akantusväxter. Inga underarter finns listade i Catalogue of Life.